# Aribert Heim
Aribert Heim (28. června 1914, Bad Radkersburg, Rakousko-Uhersko, údajně zemřel 10. srpna 1992, Káhira, Egypt) byl rakouský lékař, též známý jako Doktor Smrt. Pracoval jako lékař SS v koncentračním táboře Mauthausen-Gusen, kde má na svědomí úmrtí mnoha vězňů krutým týráním.

## Životopis
Narodil se v roce 1914 v Bad Radkersburgu. Jeho otec pracoval jako policista a matka byla hospodyně. Lékařské studium nastoupil ve Vídni. Při svém lékařském studiu se Heim věnoval i své hokejové kariéře, kde byl považován za jednoho z největších německých talentů. I díky němu mohl tým EK Engelmann Wien v roce 1939 slavit titul Německa v ledním hokeji. V roce 1940 se přihlásil do řad SS. V říjnu roku 1941 byl převelen do koncentračního tábora Mauthausen, kde prováděl lékařské experimenty na tamních vězních, mezi kterými si vysloužil přezdívku Doktor Smrt. Vězni podstupovali různé druhy injekcí, které byly zaváděny např. přímo do srdce, prováděl operace bez anestetik apod.
Od února do října 1942 sloužil v SS horské divizi Nord v severním Finsku. 15. března 1945 byl uvězněn americkými vojáky. Později byl za pochybných okolností propuštěn a vrátil se do Německa. V Baden-Badenu si otevřel gynekologickou ordinaci. V roce 1962 dostal Heim tip, že se o něj zajímají úřady, a tak uprchl.
Jeho stopy byly nalezeny ve Španělsku, následně v Uruguayi (zde měl údajně, v letech 1979–1983, otevřenou psychiatrickou a gynekologickou kliniku). Další stopy pocházejí z roku 2005 ze Španělska.
Podle zpráv některých reportérů žil dlouhá léta pod pseudonymem v egyptské metropoli Káhiře. Počátkem 80. let podle televize konvertoval k islámu a používal jméno Tárik Faríd Husajn. Egyptské úřady ani ošetřující lékař prý o jeho temné minulosti neměli ani ponětí.
Heim je jedním z nejhledanějších nacistů a na jeho hlavu je vypsána odměna 485 000 dolarů. Středisko Simona Wiesenthala oznámilo, že dostalo informace, že se zdržuje v Patagonii. 
Podle některých pramenů již zemřel v roce 1992 na kolorektální karcinom.